# Gala Čaki
Gala Čaki (мађ. Gala Csaky; Ečka, 1987) srpska je slikarka, kolekcionarka i organizator „Gala međunarodnog simpozijuma umetnosti”.

## Život
Gala Čaki je rođena 19. marta 1987. godine u Ečki. Osnovnu i srednju školu je završila u Zrenjaninu. Upisala je 2006. godine Akademiju likovnih umetnosti u Novom Sadu, gde 2011. godine završava dva master studija, slikanje i crtanje. Upisala je 2013. godine doktorske umetničke studije na Fakultetu likovnih umetnosti u Beogradu, koje je završila 2017. godine.
Od 2014. godine postaje član međunarodne organizacije Art Link Us, čije je sedište u gradu Ehime, u Japanu.
Od 2013. godine Gala izlaže svoje likovno stvaralaštvo kako u svojoj zemlji, tako i širom sveta.

## Stipendije i studijski boravci
- stipendija, Njujork, Amerika (2012)[5]
- , , Indija (2012)
- , , Finska (2012)
- Stipendija Egipatskog ministarstva kulture za Internacionalni simpozijum slikarstva, Luxor, Egipat (2014)
- internacionalna stipendija za mlade umetnike, Doha, Katar (2015)
- 2016. –Tropical LAB(eng. Tropical LAB), međunarodni kamp za studente doktorsko umetničkih studija, Singapur, Singapur (2016)
- Buccara rezidencijalni program, Bad Honnef, Nemačka (2017)
- rezidencijalni program, Tenerife, Španija (2017)
- Pulman rezidencijalni program, Čangđijađe, Kina (2017)

## Bijenali
- 2015.

VI Internacionalni bijenale umetnosti u Pekingu, Nacionalni muzej, Peking, Kina
III Evropsko internacionalni bijenale umetničke knjige, Galerija fondacije “Nacionalna Savremena Vizuelna Umetnost”, Bukurešt, Rumunija

## Projekti
- 2013.

Oslikavanje istorijskog dela grada Namura u vidu murala, organizacija LEZBIEL (fra. L’ASBL Lieux-Communs), Namur, Belgija
- 2014.

Umetnički projekat Egalerije, Executive group, Beograd, Srbija
Međunarodni projekat Pergament Srbija, Beograd, Srbija
Međunarodni projekat dečijih crteža , Festival papira, Šikoku Japan
Međunarodni projekat dečijih crteža , Japanska tradicionalna kuća, Kagava, Japan
- 2018.

Gala međunarodni simpozijum umetnosti, Novi Sad, Srbija;
Međunarodni projekat „Srpsko savremeno slikarstvo”, Kulturni centar u Pekingu, Peking, Kina
- 2019.

Gala međunarodni simpozijum umetnosti, Novi Sad, Srbija
- 2020.

Srpsko i kinesko savremeno stvaralaštvo, Guan Shanyue muzej, Šenzen, Kina.

## Festivali
- 2015.

Međunarodni festival umetnosti u Džakarti, Indonezija
Trinaesti međunarodni festival umetnosti u Setatu, Maroko.
- 2018.

Međunarodni festival umetnosti INCIDENT ACCIDENT u Čestohovi, Poljska.

## Simpozijumi
- 2014.

Međunarodni likovni simpozijum, Sinji Vrh, Slovenija
Međunarodni simpozijum keramike, Medana, Slovenija
Međunarodni likovni simpozijum, Opatija, Hrvatska
Međunarodni likovni simpozijum, Kairo, Egipat
 Internacionalni simpozijum slika, Opatija, Hrvatska
- 2015.

Međunarodni simpozijum slika, Opatija, Hrvatska
 simpozijum umetnosti, Doha, Katar
Internationalni simpozijum umetnosti DIAS, Dubai, Dubai
Internacionalni simpozijum umetnosti, Tarsus, Turska
Internacionalni simpozijum Tramotana, Cres, Hrvatska
Međunarodni simpozijum Kendlimajor-Nagykanizsa (hu.Kendlimajor-Nagykanizsa), Mađarska
Internacionalni simpozijum Trahens, Zalošče, Slovenija
Međunarodni simpozijum umetnosti, Opatija, Hrvatska
- 2016.

Međunarodni simpozijum Kendlimajor-Nagykanizsa (hu.Kendlimajor-Nagykanizsa, Mađarska
- 2017.

Međunarodni simpozijum keramike Arte in Situ, Casa Rosina, Vodnjan, Hrvatska
Međunarodni simpozijum slika, hotel Miramar, Opatija, Hrvatska
- 2018.

Međunarodni simpozijum U središtu meseca, Meksiko Siti, Meksiko

## Sajmovi umetnosti
- 2018.

Međunarodni sajam savremene umetnosti u Đenovi, Italija

## Samostalne izložbe
- 2010.

Prva samostalna izložba crteža i slika Prostorni odnosi, galerija Hol, Novi Sad,
- 2011.

Master izložba Prostorni odnosi likovnog dela, Muzej savremene umetnosti Vojvodine, Novi Sad,
- 2012.

Izložba crteža i slika Slika i prostor, galerija Prima centar, Berlin, Nemačka
Izložba crteža Prostori, galerija MLS, Novi Sad,
Izložba slika Prostorni odnosi likovnog dela, galerija mladih Macut, Novi Sad,
- 2013.

Izložba slika Pejzaži, galerija Tornby, Nordjylland, Danska
Izložba slika Deljenje, Narodni muzej, Zrenjanin,
Izložba slika Prostorni odnosi likovnog dela, Gradska galerija, Užice,
- 2014.

Izložba slika Deljenje, Galerija Trag, Beograd,
Izložba slika Odnosi, Kuća Kralja Petra I, Beograd,
Izložba slika Deljenje, Gradska galerija, Kotor, Crna Gora
Izložba crteža Minijature pejzažnog prostora, Narodni muzej, Smederevska Palanka,
Izložba Serija malih crteža pejzaža, Galerija Vitomir Srbljanović, Pljevlja, Crna Gora
- 2019.

Izložba „D plavi soko”, Zbirka pomorskog nasljeđa Porto Montengro, Tivat

## Grupne izložbe - izbor
- 2007.

Grupna izložba crteža studenata druge godine sa Akademije umetnosti u Novom Sadu, galerija Potez, Novi Sad,
- 2008.

Grupna izložba crteža studenata treće godine sa Akademije umetnosti u Novom Sadu, galerija FLU, Beograd,
- 2009.

Izložba serije fotografija na Međunarodnom studentskom kongresu iz oblasti grafičkih tehnologija u Novom Sadu, Fakultetu tehničkih nauka, Novi Sad, Srbija
Završna izložba crteža treće godine studenata sa Akademije umetnosti u Novom Sadu, Multimedijalni centar Akademije umetnosti, Novi Sad,
Završna izložba slika treće godine studenata sa Akademije umetnosti u Novom Sadu, galerija Podrum, Novi Sad,
Završna izložba murala treće godine studenata sa Akademije umetnosti u Novom Sadu, zgrada Akademije u Kosovskoj ulici, Novi Sad,
Underground izložba crteža, Art Klinika, Novi Sad,
38. Novosadski salon GLU Poklon zbirka Rajka Mamuzića, Novi Sad,
Drugo svetski bijenale studentske fotografije, Novi Sad,
- 2010.

Izložba Kordinate izložbenih prostora, Muzej Vojvodine, Novi Sad,
Izložba Articiklaža, galerija Kulturni centar, Novi Sad,
Izložba Vodeni trag u okviru Noći muzeja, na bazenu SPENS-a, Novi Sad,
Izložba fotografija Arl studenata i nastavnika Akademije umetnosti u Novom Sadu, Francuski kulturni centar, Novi Sad,
Završna izložba slika studenata četvrte godine sa Akademije umetnosti u Novom Sadu, galerija Podrum, Novi Sad,
Izložba crteža studenata četvrte godine sa Akademije umetnosti u Novom Sadu, Multimedijalni centar Akademije umetnosti, Novi Sad,
Diplomska izložba studenata četvrte godine sa Akademije umetnosti u Novom Sadu, galerija Matice srpske, Novi Sad,
- 2011.

Izložba radova studenata master studija na Departmanu likovnih umetnosti Akademije umetnosti u Novom Sadu, Kulturni centar, Novi Sad,
- 2012.

Izložba studentske kolonije Prepoznavanje, galerija Fakulteta umetnosti, Niš,
XVI Internacionalna prolećna izložba Broad Path, galerija Magacin, Beograd,
Izložba , galerija Filip Moris Internacional, Niš,
Izložba Razlike, galerija Fabrika, Novi Sad,
Internacionalna izložba Berlin art club 1st-art exhibition, Loewe Saal, Berlin, Nemačka
Izložba Amsterdam Showcase, crkva De Oude Kerk, Amsterdam, Holandija
Internacionalna izložba Samo polako, galerija Bogić, Beograd,
- 2013.

, Omsk, Rusija
XVII Prolećna izložba japanskih i srpskih umetnika Zajedno u kući, kuća Đure Jakšića, Beograd,
Izložba The young in XXI century-Nis art foundation, galerija Filip Moris Internacional, Niš,
Festival Š.U.N.D, Rua da Fábrica de Material de Guerra, Lisboa, Portugal
XVI Međunarodna izložba minijatura, Novi Dvori, Vršilnica, Zaprešić, Hrvatska
Međunarodna izložba di Face'Arts Lecce, Italija
Stalna postavka Mali crteži pejzaža, Kennett Square, Pennsylvania, SAD
Izložba Ogledalo diskriminacije, Umetnički kutak, Kragujevac,
Izložba Ogledalo diskriminacije, Galerija Kulturno-turističkog centra Stefan Nemanja, Lapovo,
Izložba Prostori u STUDIOK24p, Beograd,
Izložba Deljenje, Kuća Kralja Petra I, Beograd,
Novogodišnja, prodajna izložba ART ROOM, Galerija Eurosalona, Beograd,
- 2014.

Izložba 46 zrenjaninska umetnika Svima po metar, Savremena galerija UK Ečka Zrenjanin,
Izložba savremene umetnosti, Prostorije Executive Group-a, Beograd,
Internacionalna izložba MMM Art, Medana, Slovenija
Izložba pergamenata Prvi svetski rat, Kuća Đure Jakšića, Beograd,
, Beli dvor, Beograd,
, Kulturni centar Beograda, Beograd,
17. Međunarodna izložba minijatura, Vršilnica, Zaprešić, Hrvatska
17. Međunarodna izložba minijatura, Kuća Đure Jakšića, Beograd,
17. Međunarodna izložba minijatura, Kulturni centar, Novi Sad,
35. Susret akvarelista, Savremena galerija, Zrenjanin,
Noć muzeja, Kuća kralja Petra I, Beograd,
Belgrade Open Art, Kulturni centar Novi Sad, Novi Sad,
Prodajna izložba Odnosi, Beoart-Liveart, Beograd,
Internacionalni bijenale savremene grafike Trois-Rivières(BIECTR), Univerzitet Kvebek, Kanada
Grupna izložba malih formata Slovenia open to art, Galerija Lična hiša, Ajdovščina, Slovenija
, Matera, Italija
Grupna izložba Detalj kao reč, Galerija SKC Novi Beograd,
Grupna izložba 235km/100 godina-srpski I austrijski umetnici danas, Haus der Kunst, Baden, Austria
Internacionalna izložba INCIDENT III – ACCIDENT, Czestochowa, Poljska
Internacionalna izložba Symposium ceramicum, Palazzo Attems, Gorizia, Italija
Internacionalna izložba crteža Mali radovi, Kagawa International Exchange Centar, Kagawa, Japan
16.Internacionalna izložba slika, hotel Miramar, Opatija, Hrvatska
Internacionalna izložba Linija/Crta, Gradska galerija Fonticus, Grožnjan, Hrvatska
Grupna izložba “Glad”, Jugoslovenska kinoteka, Beograd,
- 2015.

Treće međunarodni bijenale knjiga, Galerija nacionalne fondacije za savremenu umetnost, Bukurešt, Rumunija
Međunarodna izložba slika, Zamak Valpersdorf, Austrija
Internacionalna izložba slika “Al Asmakh”, Wyndham Grand Regency Doha, Katar
Međunarodna izložba slika Umetnička ambasada Republike Slovačke, Dvorac u Bratislavi, Slovačka
Međunarodna izložba grafika Josif Izer, Muzej umetnosti, Poesti, Rumunija
- 2016.

Međunarodna izložba minijatura, Galerija likovnih umetnosti, Sarajevo, Bosna i Hercegovina
Grupna izložba slika, Galerija savremene umetnosti, Zrenjanin, Srbija
Međunarpdna izložba slika, hotel Pulman, Čangđijađe, Kina
Međunarodna izložba Tropical LAB, LASSALE koledž umetnosti, Singapur
Art parlament, hotel Plaza, Beograd, Srbija
- 2017.

Međunarodna izložba slika, A2Z umetnička galerija, Hong Kong, Hong Kong
Fidelium, Kuća Kralja Petra I, Beograd, Srbija
Međunarodna izložba slika Bucara, Bucara rezidencija, Bad Honef, Nemačka
Međunarodna izložba minijatura, Jogja galerija, Jogiakarta, Indonezija
Grupna izložba Koncertina umetničkih knjiga o Huan Rulfu, Kulturni centar, Novi Sad, Srbija
Međunarodna izložba Umetnost kao nauka, nauka kao umetnost, Galerija Progres, Beograd, Srbija
Izložba slika, Galerija Drina, Beograd, Srbija
Umetnost na papiru, Narodna biblioteka Srbije, Beograd, Srbija
Figuracije na papiru, Narodni muzej, Užice, Srbija
Međunarodna izložba slika Elrefuđo, rezidencija Elrefuđo, Tenerifi, Španija
Izložba jubileja Galerije Matice srpske, Rektorat Novog Sada, Srbija
Izložba slika Košnice, Galerija Matice srpske, Novi Sad, Srbija
Međunarodna izložba slika Isus, Crkva Svete Rita, Rim, Italija
Međunarodna izložba slika, Kosovelov dom, Sežana, Slovenija
Art parlament, Galerija Progres, Beograd, Srbija
Međunarodna izložba slika, hotel Miramar, Opatija, Hrvatska
- 2018.

Međunarodna izložba slika, galerija Gall’Art Roma, Đenova, Italija
Međunarodna izložba radova „Ruž na staklu”, Galerija OPK Gaude Mater, Čestohova, Poljska
Međunarodna izložba slika „Savremeni stvaraoci”, Kuća umetnosti, Unterolberndorgf, Austrija
Međunarodna izložba slika „U središtu meseca”, Galerija za savremenu umetnost, Meksiko Siti, Meksiko.

## Projekti
- 2013.

Oslikavanje istorijskog dela grada Namura u vidu murala, organizacija L’ASBL Lieux-Communs, Namur, Belgija
- 2014.

Umetnički projekat EGallery, Executive group, Beograd,
Međunarodni projekat Pergament Srbija, Beograd,
Međunarodni projekat dečijih crteža , Festival papira, Šikoku, Japan
Međunarodni projekat dečijih crteža , Japanska tradicionalna kuća, Kagawa, Japan

## Nagrade i priznanja
- 2007.

Prva nagrada za crtež-studiju iz Fonda Milivoj Nikolajević u Novom Sadu
- 2009.

Druga nagrada za seriju fotografija na Međunarodnom studentskom kongresu iz oblasti grafičkih tehnologija
- 2010.

Prva nagrada Boško Petrović za najuspešniji umetnički rad iz stručno umetničke discipline slikanje u školskoj 2009/2010. godini
- 2015.

Zlatna medalja i priznanje od šeika Mohameda bin Rašida (Mohammed bin Rashid Al Maktoum) za učešće na Al Rashid simpozijumu umetnosti u Dubaiju
Priznanje za učešće na 6. Međunarodnom bijenalu umetnosti u Pekingu, Kina
Priznanje za učešće na Međunarodnom festival umetnosti u Yogyakarti, Indonezija
- 2016.

Nagrada Mladi heroj EXIT i NIS fondacije, za najuspešniju mladu osobu u oblasti kulture i umetnosti Srbije
- 2017.

Nagrada za najperspektivnijeg mladog stvaraoca na polju likovne umetnosti,  organizacija, Hong Kong
Prva nagrada u zlatnog kategoriji za sliku Zmaj, Adrenalina umetnički projekat 4.0, crkva Svete Rite, Rim, Italija
Svetsko takmičenje savremenih stvaralaca u oblasti likovne umetnosti, WCA organizacija, Hong Kong

## Spoljašnje veze
- Zvanična prezentacija(језик: енглески)
- Novipolis/Уметност и ја-Интервју
- 24sata/TAG: GALA ČAKI
- NShronika/Gala Čaki: U zemlji kao što je naša, esencija života je preživeti!-Intervju
- TV Prva-Eksploziv/Gala Архивирано на веб-сајту  (13. новембар 2015)
- P.U.L.S.E/Гала Чаки-Платна која се зноје од личне муке
- „Intervju:Gala Čaki: Slikarka koja je osvojila svet”. Nedeljnik. Архивирано из оригинала 12. 07. 2018. г. Приступљено 11. 7. 2018.
- „Gala Čaki – umetnost prepoznata na svim meridijanima”. EduTV. Приступљено 11. 7. 2018.
- „Pomeranje granica tuđih umova”. Elevate Air Serbia. Приступљено 14. 11. 2020.